# Сонант
Сонант або сонорний приголосний звук — у фонетиці клас приголосних звуків, що характеризуються перевагою тона над шумом. Артикуляційно вони є приголосними, але за акустичними характеристиками вони наближені до голосних звуків. Це, зокрема, [w], [l], [m], [n], [r]. Звуки у межах фонем /l/ і /r/ ще називають плавними приголосними.

## Складотворчі сонанти
У деяких мовах сонанти можуть утворювати склад, виступаючи при цьому у ролі голосного. Складотворчі плавні, зокрема, властиві словацькій, чеській, сербській, хорватській, словенській та македонській мовам. Наприклад, словацьке hĺbka [гл:бка] («глибина», з наголосом на «л:»), сербське Србиjа («Сербія» з наголосом на «р»). У зв'язку з цим цікава штучна чеська та словацька фраза (скоромовка), в усіх словах якої немає жодного голосного звука, а всі склади утворено за допомогою сонанта [r]: strč prst skrz krk [стрч прст скрз крк] «просунь палець через шию». Цю фразу вчать під час вивчення чеської та словацької мов.
У давньоруській мові такі складоутворюючі сонанти також деякий час існували (після падіння єрів ([ъ] та [ь])), але вони дуже швидко розвили перед собою або після себе допоміжний голосний: д.-рус. кръвавыи > крвавий > кривавий (діалект.: кервавий), глъбъкыи > глбокий > глибокий, сльза > сл'за > слеза > сльоза (діалект.: селза), сьрдьцє > ср'це > серце; або перейшли у клас голосних (напівголосних): вълкъ > влк > воўк > вовк.
Позиційно складотворчі сонанти властиві й англійській мові. Так, якщо вимовляти слово section як [sekʃn] «секція», то звук [n] можна вважати складотворчим сонантом. Складотворчі [n] та [m] — звичайне явище у німецькій мові: braten [bra: tn] «смажити(ся)», sieben [zi: pm] «сім».

## Назви літер для сонантів
У латинській абетці характерною особливістю назв літер для сонантів (l, m, n, r,) було те, що вони починалися з голосної «e»: «ель», «ем», «ен», «ер». Це пов'язане з півголосним характером відповідних звуків (вони так і називалися semivocales, тобто «півголосні»), у той час як назви літер для «чисто приголосних» (b, c, d…) починалися на приголосний: «бе», «ке» (пізніше «це»), «де» тощо. Назви літер f і s теж починаються на «е»: літера f, колись запозичена з халкідонського алфавіту, первісно передавала півголосний /w/ (надалі стала позначати фонему /f/), а назву «ес» для літери s пояснюють особливим, сакральним значенням звука [s] у Стародавньому Римі, через що його теж прилічили до semivocales. З латинського алфавіту назви літер відповідних звуків перейшли і до кириличних абеток, витіснивши у XIX — напочатку XX ст. старі кириличні («аз», «буки», «віди»). Старі назви літер сонантів, а також літер для /s/ і /f/ («люди», «мисліте», «наш», «рци», «слово», «ферт») були замінені на «ель», «ем», «ен», «ер», «ес», «еф», але у розмовному мовленні носіїв східнослов'янських мов зараз спостерігають тенденцію їх заміни на «лє», «ме», «не», «ре», «се», «фе»: за зразком назв літер для більшості приголосних.